# Маури, Карло

Карло Маури на горе Гашербрум IV, 6 августа 1958 года.

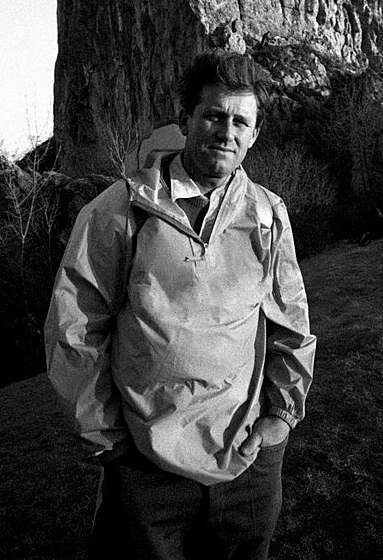
Карло Маури, 1960-е годы.

Ка́рло Ма́ури (итал. Carlo Mauri; 25 марта 1930, Ранчо-ди-Лекко, Ломбардия — 31 мая 1982, Лекко, Ломбардия) — итальянский альпинист и путешественник, кинооператор.

## Биография
Карло Маури родился 25 марта 1930 года в деревне Ранчо-ди-Лекко, недалеко от города Лекко, в области Ломбардия Королевства Италия, ныне — город, административный центр провинции Лекко области Ломбардия Итальянской Республики.
В годы Второй мировой войны помогал прятавшимся в горах партизанам-антифашистам: носил им письма, хлеб, оружие.
Первое восхождение Карло совершил в 15 лет. Среди его ранних горных восхождений в Альпах особо примечательны два: первое зимнее восхождение по маршруту Эмилио Комичи по северному фасаду Тре-Чиме-ди-Лаваредо к вершине Чима-Гранде и первое одиночное восхождение на вершину Пуар на горном массиве Монблан.
После них последовали многие экспедиции за рубежом. В 1956 году он достиг вершины Монте-Сармьенто (исп. Monte Sarmiento) на главном острове Огненной Земли (Чили).
В 1957 году в Аргентине было первовосхождение на Сьерра-Морена (исп. Sierra Morena (Argentina)) — Сьерро-Лука — Сьерро-Адела и первая попытка восхождения на Сьерро-Торре вместе с Вальтером Бонатти,
В 1958 году, будучи участником экспедиции Риккардо Кассина в горах Каракорума, он вместе с Вальтером Бонатти совершил первовосхождение на вершину Гашербрум IV (7925 м).
в 1959 году в Бельгийском Конго было первовосхождение по южному склону массива Рувензори (5109 м).
В 1960 году в Гренландии было восхождение на вершины Италия и Тунулья.
В 1961 году Маури на леднике Монблана сломал правую голень, и она стала короче на 3 см, позже сформировался ложный сустав, развилась деформация стопы. Многочисленные операции за 20 лет ничего не дали, начались осложнения. В 1965 году вышел из больницы, пролежав там четыре года. За это время ему четырежды оперировали правую ногу, удалили селезенку, дважды безрезультатно пытались извлечь камень из почки. Совершил паломничество к пещере чудотворной Мадонны у города Лурд.
В 1965 году на Огненной Земле (Чили) было первовосхождение на гору Букланд и в Андах (Аргентина) было восхождение на вершину Аконкагуа (6960 м).
В 1966 году в Перу было первовосхождение на вершину Невадо-Уруашрайн (6000 м), в Бразилии была экспедиция на гору Рио-Намунда.
В 1967 году в Австралии была экспедиция к аборигенам пустыни, на Новой Гвинее была экспедиция к аборигенам острова и восхождение на вершину Монте-Уиллем, в Новой Зеландии было восхождение на Южные (Новозеландские) Альпы, экспедиция на Южный полюс, восхождение на вулкан Эребус (3794 м).
В 1968 году в Арктике был в научной экспедиции по переписи белых медведей; затем был в составе геологической экспедиции на массив Бумеранг-Рейндж, во время этой экспедиции итальянские альпинисты покорили 10 антарктических вершин.
В 1969 и 1970 годах Карло Маури был участником морских экспедиций Тура Хейердала на папирусных лодках «Ра» и «Ра-2». После этих экспедиций Маури принял участие во многих других. Занимался исследованием Патагонии (1970) и Амазонии (1971).
В 1971 году в Танзании было восхождение на массив Килиманджаро (5895 м)
В 1972—1973 годах Карло Маури и его 14-летний сын Лука проследовали по Великому Шёлковому пути из Венеции в Пекин, пересекая евразийские степи и горные хребты. Особое внимание Маури уделил городам и регионам, в которых побывал Марко Поло.
В 1974 году участвовал в кругосветных парусных гонках.
Маури снял несколько документальных фильмов о своих путешествиях. В 1977 году был удостоен первой премии за лучший документальный фильм об альпинизме на международном кинофестивале в Тренто.
В 1977—1978 годах Карло Маури вновь принял участие в экспедиции Хейердала на камышовой лодке «Тигрис».
В 1979 году была поездка по Уралу и Сибири.
Благодаря знакомству с Юрием Сенкевичем Карло Маури попал на лечение в Курганский научно-исследовательский институт экспериментальной и клинической ортопедии и травматологии к советскому травматологу-ортопеду Гавриилу Абрамовичу Илизарову, разработавшему уникальную методику компрессионно-дистракционного остеосинтеза. В 1979—1980 годах Маури провёл несколько месяцев в городе Кургане. В конце апреля 1980 года ему сделали операцию. Успешный результат лечения послужил толчком для популяризации метода за пределами СССР. В июле 1980 года Карло Маури вернулся в Италию.
В 1980 году участвовал в экспедиции «Соляной караванный путь» - на лошадях от Дольчеаккуа на побережье Лигурийского моря до Женевы.
Карло Маури поддерживал свою форму альпиниста на специальной трассе, оборудованной для скалолазов около города Лекко, приезжал туда для тренировок раза два в неделю. Поздним вечером один из жителей Лекко, проезжая мимо, увидел стоявшую на обочине машину Маури. Пойдя вверх по трассе, он через несколько сот метров обнаружил лежавшего Карло и отвёз его в больницу, где ему установили диагноз — обширный инфаркт. Придя в сознание, Маури попросил, чтобы к нему прислали советских врачей, однако итальянские чиновники с приглашением затянули.
Умер 31 мая 1982 года от инфаркта миокарда в Лекко, в Ломбардия. Похоронен на кладбище Ранчо в Лекко, рядом с ним похоронены сыновья Лука и Паоло.

## Книга
- Carlo Mauri. Quando il rischio è vita (итал.). — Milano: La Sorgente, 1975.
- Маури К. Когда риск — это жизнь = Quando il rischio è vita (итал.) / Пер. с итал.. — М.: Физкультура и спорт, 1986. — 272 p. — 75 000 экз.[4]

## Фильмография
| Год  |     | Русское название                     | Оригинальное название                 | Примечание             |
| ---- | --- | ------------------------------------ | ------------------------------------- | ---------------------- |
| 1969 | док | Итальянцы в Антарктиде               | Italiani in Antartide                 | директор фильма, камео |
| 1971 | док | Тур Хейердал: Экспедиция на «Ра»     | Ra                                    | кинооператор, камео    |
| 1979 | док | Тур Хейердал: Экспедиция на «Тигрис» | Thor Heyerdahl: Die Tigris-Expedition | кинооператор, камео    |

## Семья
Семья Маури: отец Чезаре, мать Эмилия. В семье было семеро детей, среди них: Грациелла, Джанни, Карло, Ида.
Карло Маури был женат, дети: Лука (1957—21 августа 1981), Паоло (1964—2005), Анна, Франческа, Мария.